# Destiny's Child (album)
Pour le groupe, voir Destiny's Child.
Albums de Destiny's Child
The Writing's on the Wall
(1999)
Destiny's Child est le premier album du groupe du même nom, paru en 1998. Certifié disque de platine par la RIAA et se vend à plus de 3 millions d'exemplaires dans le monde.

## Titres
1. "Second Nature" (Kymberli Armstrong, Ronald Isley, Marvin Isley, Ernie Isley, O'Kelly Isley Jr., Chris Jasper, Terry T.) – 5:10
2. "No, No, No Part 2" (featuring Wyclef Jean) (Barry White, Calvin Gaines, Mary Brown, Rob Fusari, Vincent Herbert) – 3:25
3. "With Me Part 1" (featuring Jermaine Dupri) (J. Dupri, Master P, Manuel Seal) – 3:26
4. "Tell Me" (Tim Kelley, Bob Robinson) – 4:47
5. "Bridges" (Mean Green, Michelle JoJo Hailey, D'Wayne Wiggins) – 4:05
6. "No, No, No Part 1" (C. Gaines, M. Brown, R. Fusari, V. Herbert) – 4:00
7. "With Me Part 2" (featuring Master P) (J. Dupri, Beyoncé Knowles, LeToya Luckett, Master P, LaTavia Roberson, Kelly Rowland, M. Seal) – 4:16
8. "Show Me the Way" (Carl Breeding, Darcy Aldridge, Jeffrey Bowden) – 4:20
9. "Killing Time" (Taura Stinson, Dwayne Wiggins) – 5:09
10. "Illusion" (featuring Wyclef Jean & Pras) (Isaac Hayes, Tony Swan, Steve Jolley, Ashely Ingram, Leslie John)– 3:53
11. "Birthday" (B. Knowles, L. Roberson, K. Rowland, D. Wiggins) – 5:15
12. "Sail On" (Lionel Richie) – 4:06
13. "My Time Has Come" (Dedicated to Andretta Tillman) (Sylvia Bennett-young, R. Vertelney) – 4:25

| 15. | Video interviews with the group and each member |  |

| 14. | Know That | 4:25 |

| 14. | Know That                                | 4:25 |
| 15. | You're the Only One                      | 3:23 |
| 16. | No, No, No (Camdino Soul Extended Remix) | 6:35 |
| 17. | DubiLLusions                             | 7:33 |

| 1.  | Sans titre    | 4:42 |
| 14. | Amazing Grace |      |